# Anoploderomorpha tenebraria
Anoploderomorpha tenebraria là một loài bọ cánh cứng trong họ Cerambycidae.